# Liste der Biografien/Lango
Liste der Biografien |
Portal Biografien |
Personensuche
# |
A |
B |
C |
D |
E |
F |
G |
H |
I |
J |
K |
L |
M |
N |
O |
P |
Q |
R |
S |
T |
U |
V |
W |
X |
Y |
Z |
?
 
La |
Lb |
Lc |
Le |
Lg |
Lh |
Li |
Lj |
Ll |
Lm |
Lo |
Lp |
Lt |
Lu |
Lv |
Lw |
Lx |
Ly |
Lz
 
Laa |
Lab |
Lac |
Lad |
Lae–Lah |
Lai |
Laj |
Lak |
Lal |
Lam |
Lan |
Lao |
Lap |
Laq |
Lar |
Las |
Lat |
Lau |
Lav |
Law |
Lax |
Lay |
Laz
 
Lana |
Lanc |
Land |
Lane |
Lanf |
Lang |
Lanh |
Lani |
Lanj |
Lank |
Lanl |
Lanm |
Lann |
Lano |
Lanp |
Lanq |
Lanr |
Lans |
Lant |
Lanu |
Lanv |
Lanw |
Lanx |
Lany |
Lanz
 
Langa |
Langb |
Langd |
Lange |
Langf |
Langg |
Langh |
Langi |
Langj |
Langk |
Langl |
Langm |
Langn |
Lango |
Langr |
Langs |
Langt |
Langu |
Langv |
Langw 
Die Liste der Biografien führt alle Personen auf, die in der deutschsprachigen Wikipedia einen Artikel haben. Dieses ist eine Teilliste mit 16 Einträgen von Personen, deren Namen mit den Buchstaben „Lango“ beginnt.

## Lango

### Langol
- Langolff, Franck (1948–2006), französischer Musiker und Songwriter

### Langon
- Langón, Ronald (1939–2021), uruguayischer Fußballspieler
- Langoni, Luca (* 2002), argentinischer Fußballspieler

### Langos
- Langoš, Ján (1946–2006), slowakischer Politiker
- Langosch, Dieter (* 1958), deutscher Biochemiker
- Langosch, Karl (1903–1992), deutscher Altgermanist und Hochschullehrer
- Langosch, Nicole (* 1983), deutsche Kapitänin
- Langosz, Wilfried (* 1951), deutscher Organist, Kirchenmusiker und Musikpädagoge

### Langot
- Langot, François, französischer Zeichner und Kupferstecher
- Langoth, Franz (1877–1953), österreichischer Lehrer, Unteroffizier und Politiker (GDVP, NSDAP), Landtagsabgeordneter, MdRFranz Langoth (1877–1953)

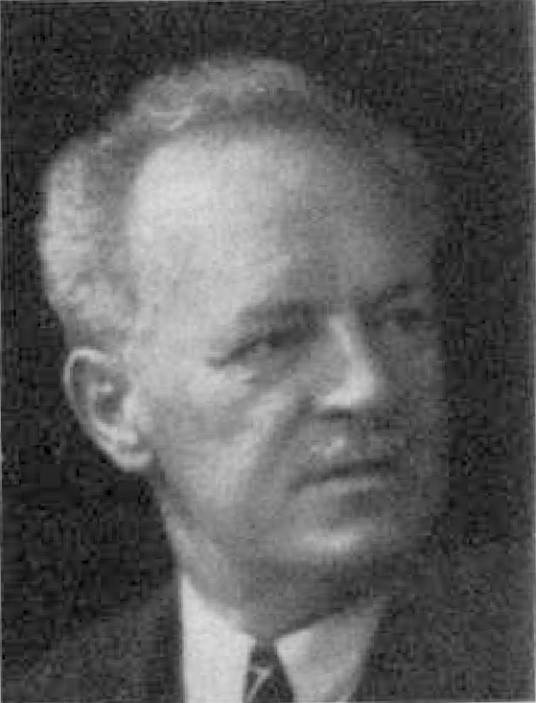
Franz Langoth (1877–1953)

- Langoth, Michael (* 1955), österreichischer Fotograf, Videokünstler, Musiker und Autor von Kochbüchern

### Langov
- Langová, Sylva (1921–2010), tschechische Schauspielerin

### Langow
- Langowitsch, Andrei Wladimirowitsch (* 2003), russischer Fußballspieler
- Łangowski, Bonifatius (1883–1940), polnischer Politiker in der Freien Stadt Danzig
- Langowski, Karl (1905–1965), deutscher Parteifunktionär (KPD)
- Langowski, Karl-Heinz (1931–2020), deutscher Maler, Zeichner, Objektemacher